# Angioneura acerba
Angioneura acerba är en tvåvingeart som först beskrevs av Johann Wilhelm Meigen 1838.  Angioneura acerba ingår i släktet Angioneura, och familjen spyflugor. Arten är reproducerande i Sverige.